# 阿雷纳电视台
阿雷纳电视台（德語：Arena）是德国的一家电视台，由统一传媒全资控股，自2007年8月起开始运营付费电视节目，并在2010年9月30日结束运营。该台曾在2005年参与了与德国体育台竞争德甲联赛转播权的投标，并最终获得2006年至2009年的赛事转播权。一年后，碍于母公司统一传媒的反垄断法和市场营销限制，而将赛事的现场直播权转售至普莱米尔电视台。此后阿雷纳不再承担电视台的职能，但直至2008年6月30日前仍然是仅次于普莱米尔的德国第二大卫星频道，在德国拥有324,000名用户，并保有2008-09赛季的德甲转播权。